# 加藤景員
加藤 景員（かとう かげかず、生没年不詳）は、平安時代末期、鎌倉時代初期の伊勢国出身の武将。通称は加藤五。諱は景貞とも。景員入道。加藤景清の子。子に光員、景廉。鎮守府将軍藤原利仁の末裔とも、橘永愷(能因)の子孫であるが、母方の加藤氏を名乗ったとも伝えられる。
『源平盛衰記』によると、伊勢で平家の侍を殺害した事から、本領の伊勢を離れて伊豆国の豪族である工藤氏の元に身を寄せたという。
治承4年（1180年）8月の源頼朝の挙兵に息子たちと共に参じ、石橋山の戦いで敗走したのち箱根山へ逃れた。老齢の景員は、自らは足手まといであるので、ここへ置いて頼朝を捜すように息子たちを促し、山中で出家した。
同年10月、相模国国府で頼朝により本領を安堵される。元暦元年（1184年）7月、三日平氏の乱で伊賀国へ平氏残党の追討の命を受ける。
文治元年（1185年）2月、頼朝の御所を訪れ、病身で西国の平氏追討軍に加わった景廉からの書状を頼朝に見せながら、息子の身を案じて涙している。